# Transporte en Nicaragua
El transporte público de Nicaragua es una red nacional de movilidad colectiva compuesta por sistemas urbanos, interurbanos, fluviales y lacustres, operada principalmente por cooperativas privadas bajo regulación estatal o municipal. Su objetivo es conectar ciudades, pueblos, comunidades rurales y zonas costeras del país.

## Modalidades de transporte

### Transporte urbano
Presente en ciudades como Managua, León, Chinandega, Estelí y Bluefields:
- En Managua, regulado por el IRTRAMMA
- Tarifa urbana: C$2.50[1]
- Paradas informales, sin integración tarifaria

### Transporte interurbano
Más de 250 rutas conectan a las cabeceras departamentales desde terminales en Managua:
- Mercado Roberto Huembes, Mercado Israel Lewites, Mercado Mayoreo
- Servicios ofrecidos por cooperativas y flotillas privadas

### Transporte fluvial y lacustre
Presente en regiones del Caribe y grandes cuerpos de agua:
- Gran Lago de Nicaragua, Isla de Ometepe, Río San Juan, Río Coco
- Lanchas públicas conectan comunidades costeras e insulares[2]

### Taxis y mototaxis
- Taxis colectivos sin taxímetro; tarifas negociadas
- Mototaxis populares en municipios pequeños

## Sistema ferroviario (histórico)
Nicaragua contó con un sistema de ferrocarril de vía estrecha desde finales del siglo XIX hasta su clausura en la década de 1990.
- Fue inaugurado en 1878 con la ruta entre Corinto y Chinandega
- Alcanzó su máxima extensión en los años 1950, conectando Managua, León, Granada, Masaya y Rivas
- Operado por el **Ferrocarril del Pacífico de Nicaragua (FPN)** y posteriormente por la **Empresa Nacional de Ferrocarriles (ENIFER)**
- El deterioro financiero y técnico, además del auge del transporte por carretera, llevaron a su abandono
- Las últimas operaciones cesaron oficialmente en 1993

Actualmente no existen servicios ferroviarios en Nicaragua, aunque ocasionalmente han surgido propuestas para su restauración.

## Proyectos en desarrollo
- Sistema de Bus de Tránsito Rápido de Managua en construcción
- Ampliación de rutas hacia Ciudad Sandino y Tipitapa
- Introducción de estaciones niveladas y cobro electrónico
- Apoyo financiero del BCIE y BEI[4]